# 漢墨斯密 (英國國會選區)
哈默史密斯（英語：Hammersmith），英國國會一自治市選區，包括英格蘭大倫敦哈默史密斯-富勒姆區北部。本區曾經經歷三設兩撤，分別是1885年—1918年、1983年—1997年，並於2010年重置。
在2010年大選中工黨的安德魯·斯洛特以43.9%選票勝出該區，使之成功連任。